# Uniao Flamengo Santos FC
Uniao Flamengo Santos FC is een Botswaanse voetbalclub uit Gabane. De club speelt in de Mascom Premier League en is vernoemd naar 2 Braziliaanse voetbalclubs, CR Flamengo en Santos FC.

## Erelijst
- Beker van Botswana

2009
Botswana Defence Force XI · 
Botswana Meat Commission · 
ECCO City Greens · 
Extension Gunners · 
FC Satmos · 
Gaborone United · 
Miscellaneous · 
Mochudi Centre Chiefs · 
Mogoditshane Fighters · 
Motlakase Power Dynamos · 
Nico United · 
Notwane FC · 
Police XI · 
TAFIC · 
Township Rollers · 
Uniao Flamengo Santos